# Rhantus bistriatus
Rhantus bistriatus är en skalbaggsart som först beskrevs av Johann Andreas Benignus Bergsträsser 1778.  Rhantus bistriatus ingår i släktet Rhantus och familjen dykare. Enligt den finländska rödlistan är arten nationellt utdöd i Finland. Enligt den svenska rödlistan är arten nära hotad i Sverige. Arten förekommer i Götaland, Gotland och Öland. Artens livsmiljö är näringsrika sjöar. Inga underarter finns listade i Catalogue of Life.

## Bildgalleri

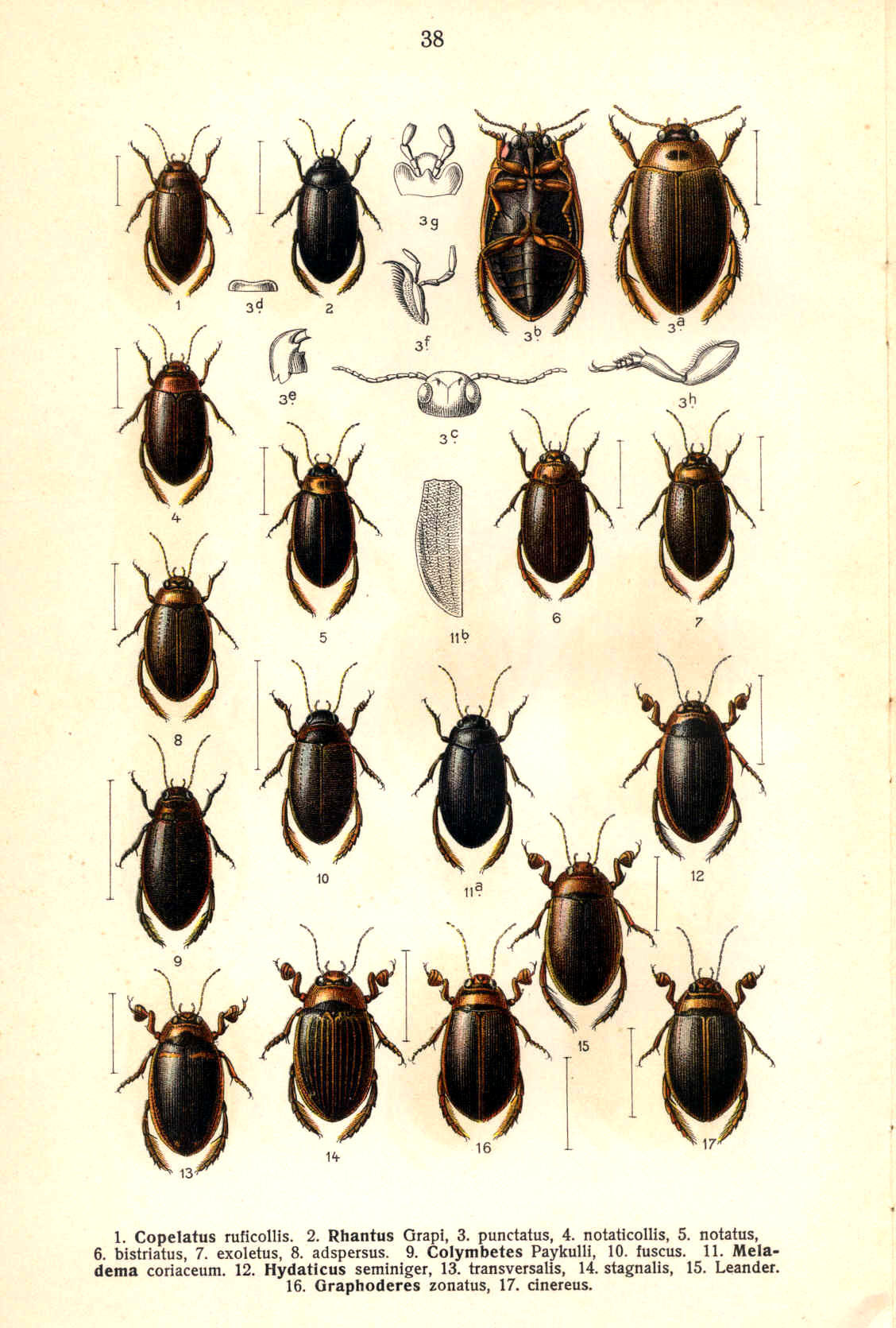
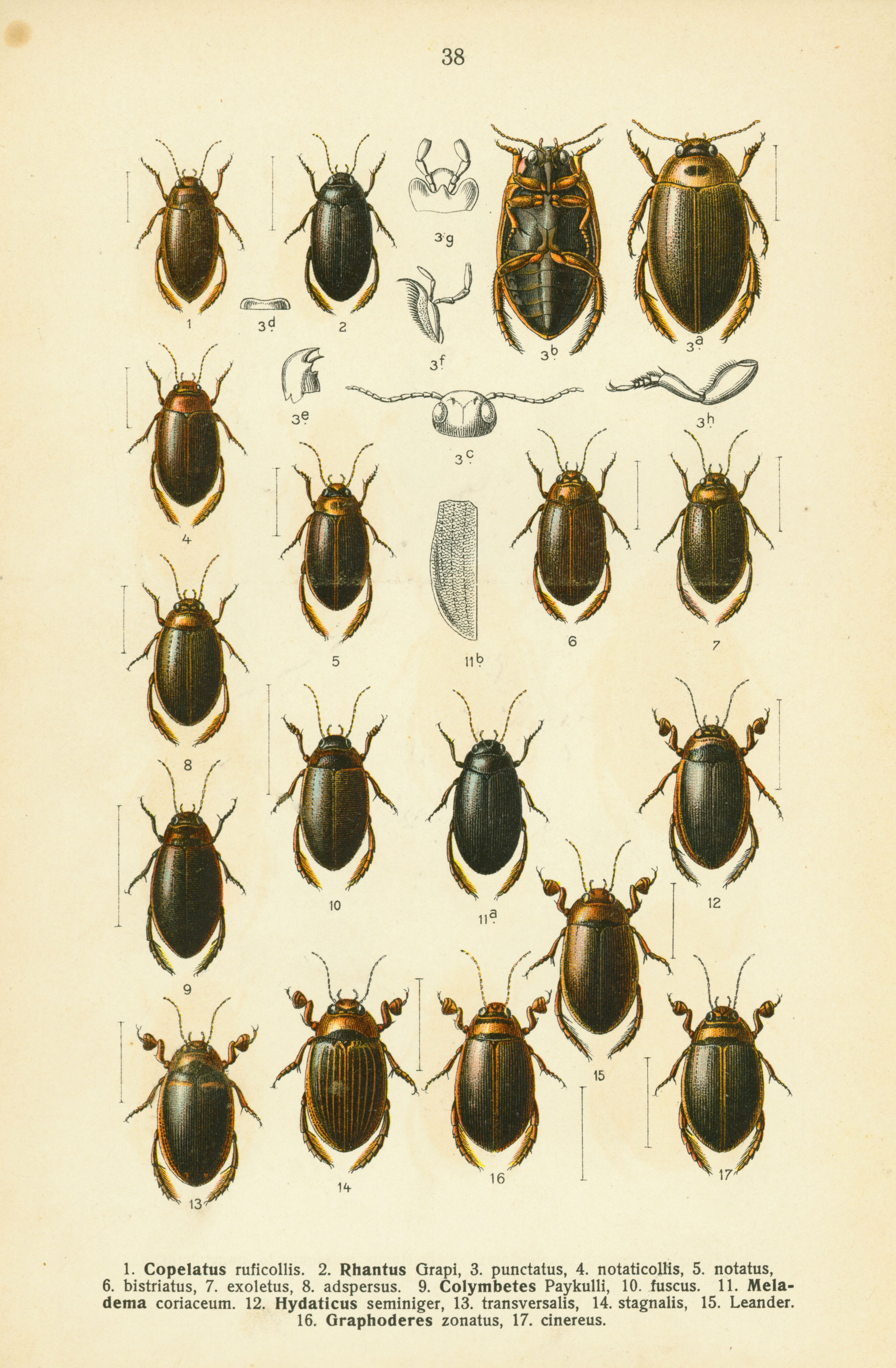